# Niarba
Niarba est une localité située dans le département de Niaogho de la province du Boulgou dans la région Centre-Est au Burkina Faso.

## Histoire
Niarba est un village fondé au XIXe siècle par l'ethnie Bissa. Dans la première moitié du XXe siècle, l'onchocercose endémique sévissant autour du lac de Bagré provoque 80 % de malades dans le village conduisant à 10 % d'aveugle, faisant de Niarba le village le plus touché par cette maladie de toute la région. En conséquence, Niarba se dépeuple, la population émigrant hors des vallées vers les zones sèches du département avant de se repeupler au tournant du XXe siècle.

## Démographie
| 2003  | 2006  | 2012 |
| ----- | ----- | ---- |
| 1 649 | 2 076 | -    |

## Santé et éducation
Le centre de soins le plus proche de Niarba est le centre de santé et de promotion sociale (CSPS) de Niaogho tandis que le centre médical avec antenne chirurgicale (CMA) se trouve à Garango.
Le village possède deux écoles primaires publiques (au bourg et à Wayalghin).